# Kārlis Irbe
Kārlis Irbe, född 7 augusti 1861 i Kurland, död 23 mars 1934 i Riga, var en lettländsk biskop. 
Irbe studerade 1881–86 teologi i Tartu, var 1888–1905 kyrkoherde i Dzērbene och Drusti i Livland och 1903–05 prost i kretsen Cēsis. Han var 1905–15 direktor för ett flickgymnasium i Riga, övertog under första världskriget 1915 ledningen av själavården bland de hundratusentals lettiska flyktingarna i Ryssland och blev 1917 president i lettiska konsistoriet i Ryssland. 
Irbe återvände 1920 till Riga, ledde utarbetandet av ny författning för Lettlands evangelisk-lutherska kyrka och valdes i februari 1922 i Riga av allmänna lettländska synoden till denna kyrkas biskop och president i överkyrkorådet. Av ärkebiskop Nathan Söderblom vigdes Irbe till biskop den 16 juli 1922 i Jakobskyrkan i Riga. I striden angående domkyrkan i Riga (om den skulle tillhöra letterna eller tyskarna) tog Irbe tyskarnas parti och måste därför 1931 lämna sin biskopstjänst. Han deltog även i den ekumeniska rörelsen och blev 1923 teologie hedersdoktor vid Lunds universitet. 
Förutom religiösa, pedagogiska och populärvetenskapliga tidskriftsuppsatser utgav Irbe på lettiska en metodisk lärobok i religionslära för hemundervisning, Ticības mācību ābece (tre band, Cēsis, 1910).